# 图芭·布尤库斯滕
图芭·布尤库斯滕（Tuba Büyüküstün，1982年7月5日—）是土耳其女演員。被广泛认为是最美丽的土耳其女演员之一。 她获得了多个奖项。 她是土耳其最受欢迎和收入最高的女演员之一。

## 外部連結
- 图芭·布尤库斯滕在互联网电影资料库（IMDb）上的資料（英文）